# Caloplaca
Caloplaca es un género de líquenes, compuesto de un número de distintas especies. La distribución del género es cosmopolita, extendiéndose desde la  Antártica al Ártico. Incluye parte de Norteamérica y la Rusia ártica. Hay unas 30 especies de Caloplaca en la flora de las islas británicas.
Una nueva especie de Caloplaca, C. obamae, la primera especie que ha sido nombrada en honor de Barack Obama, fue descubierta en 2007 en Santa Rosa Island en California y publicado en marzo de  2009.

## Galería

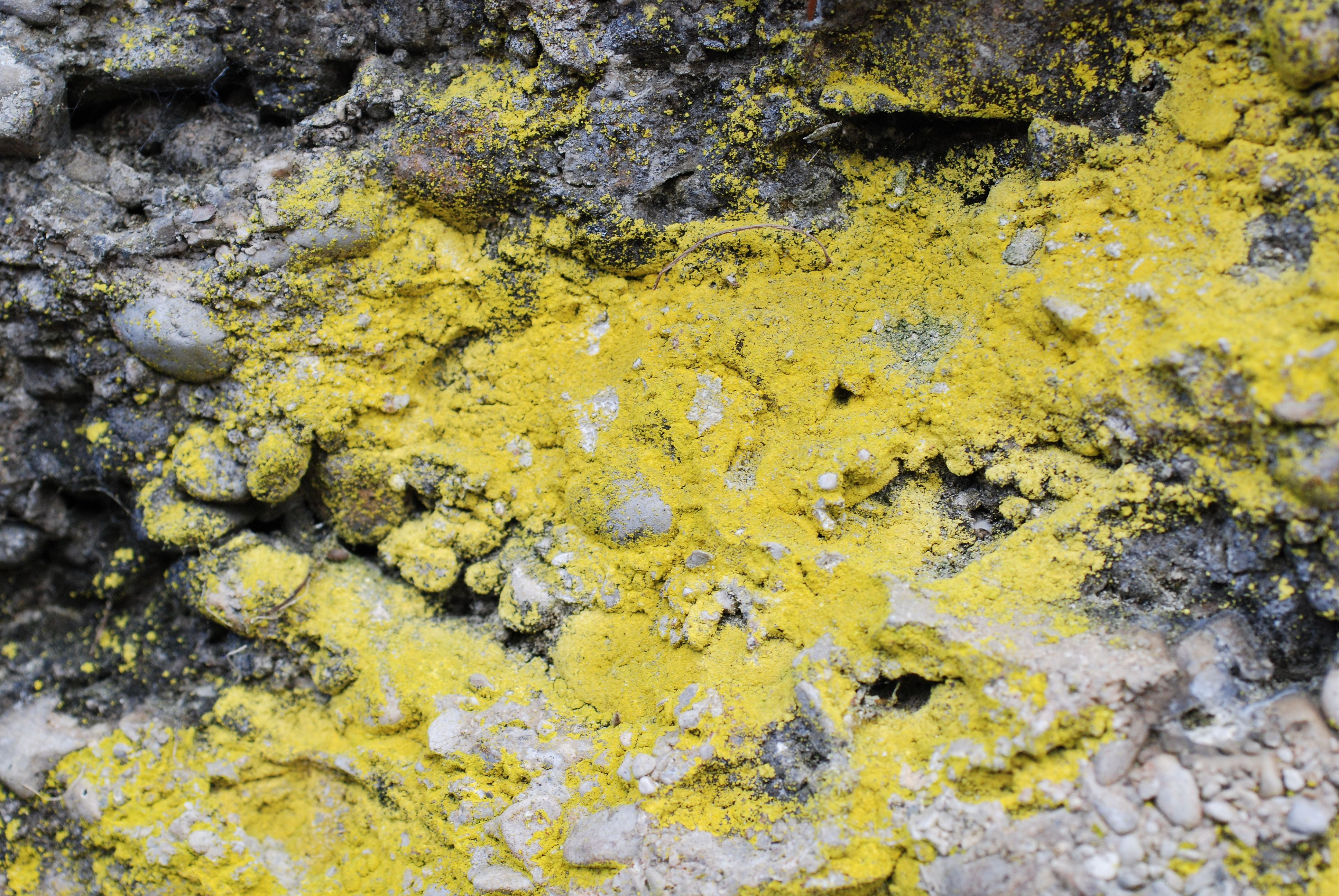
Caloplaca chrysodeta
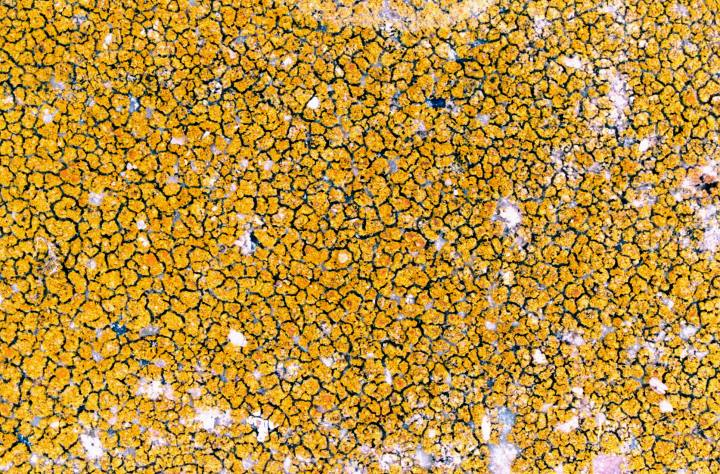
Caloplaca citrina
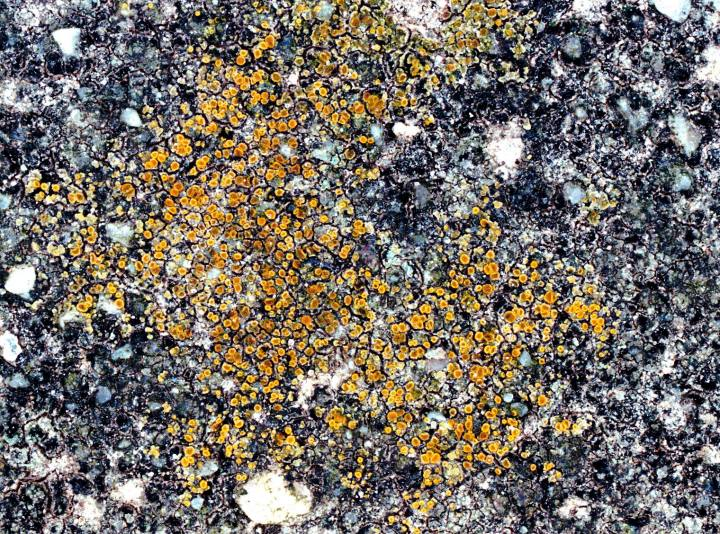
Caloplaca feracissima
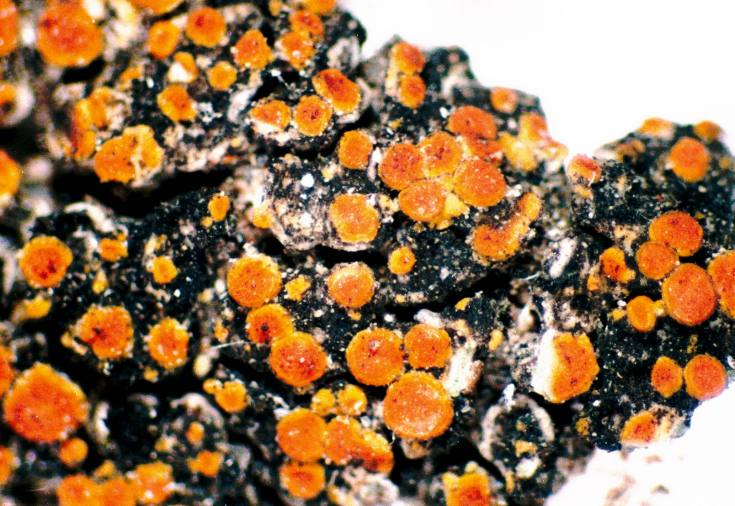
Caloplaca flavorubescens
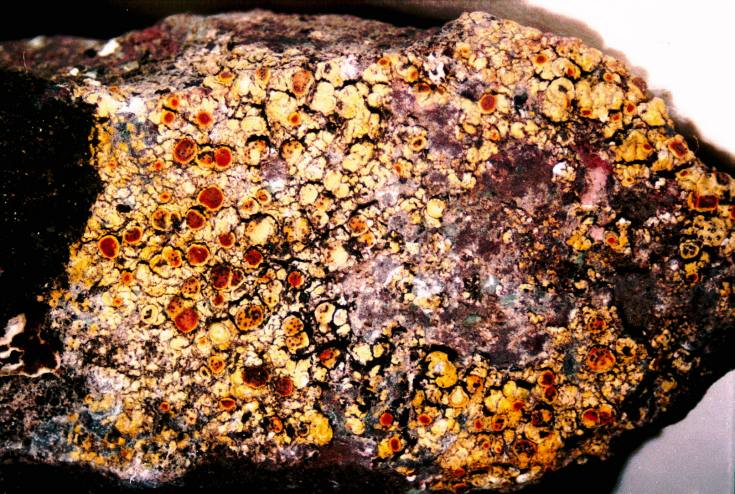
Caloplaca flavovirescens
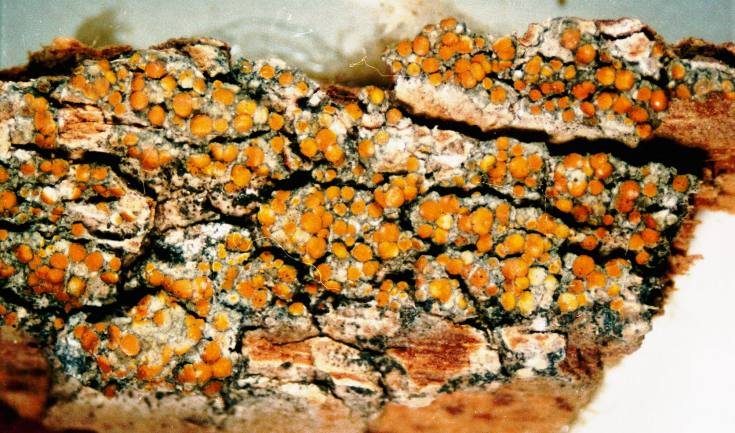
Caloplaca luteoalba
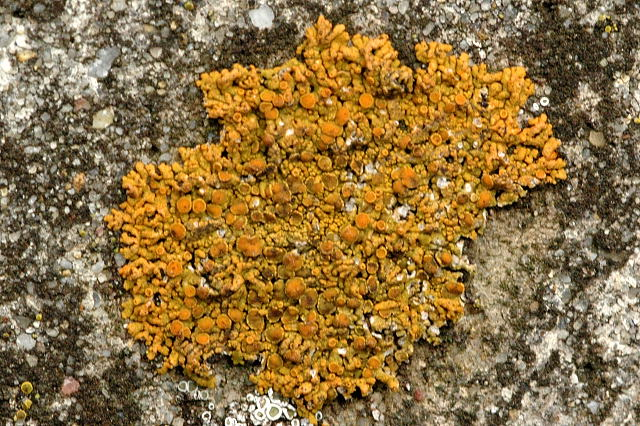
Caloplaca saxicola
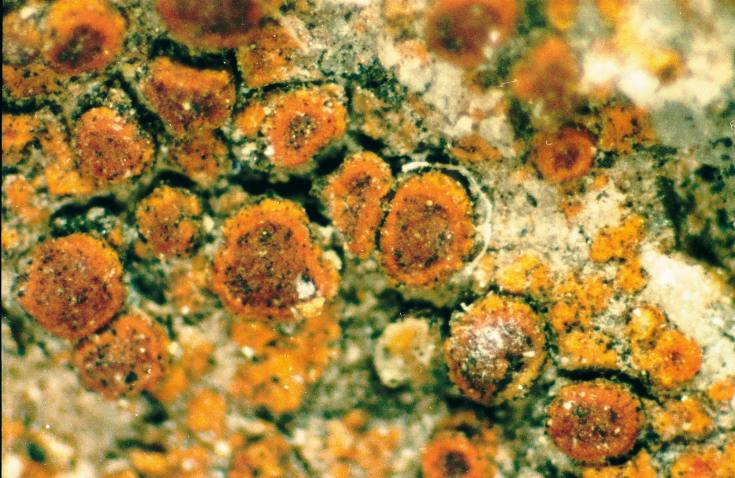
Caloplaca sideritis
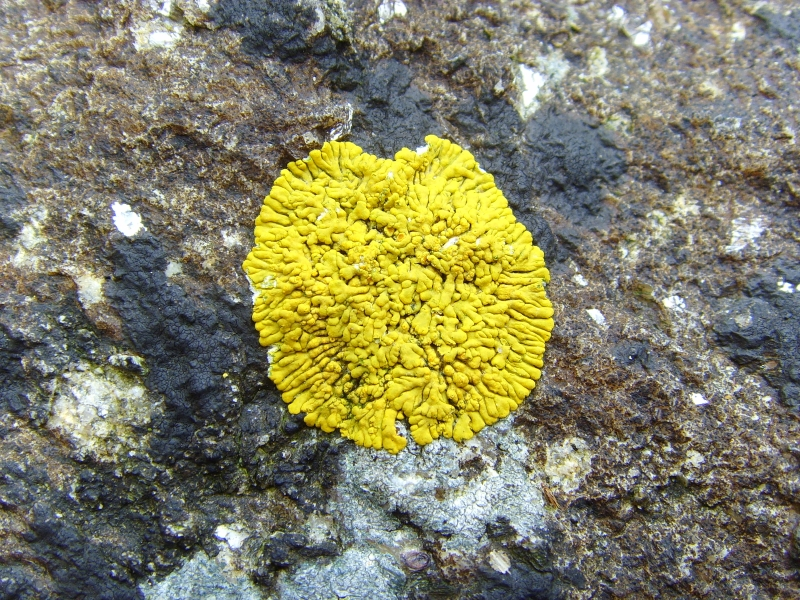
Caloplaca thallincola
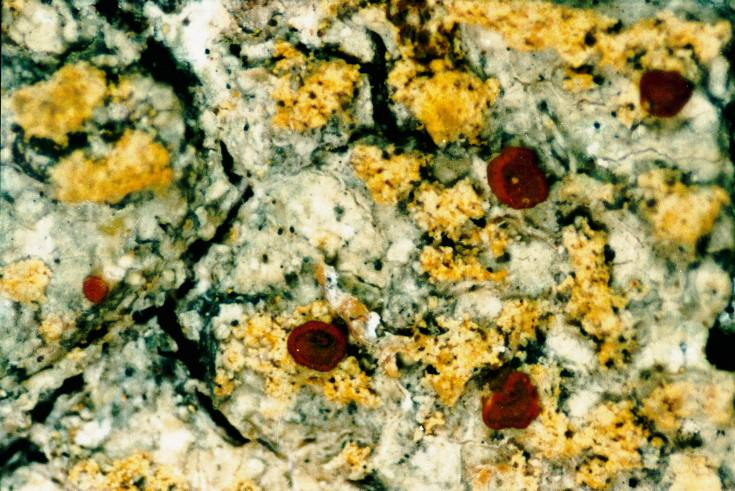
Caloplaca xanthostigmoidea
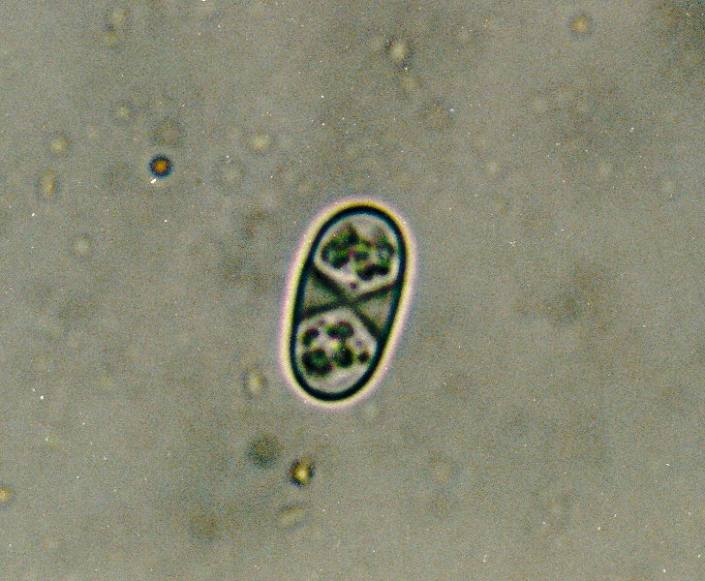
Spore from an acus in an apothecium of C. feracissima; photographed through a compound microscope, ×1000